# Navas de San Antonio
Navas de San Antonio és un municipi de la província de Segòvia, a la comunitat autònoma de Castella i Lleó.

## Demografia
| 1991 | 1996 | 2001 | 2007 |
| ---- | ---- | ---- | ---- |
| 335  | 297  | 288  | 361  |